# The Mysterious Lady
 The Mysterious Lady és una pel·lícula muda estatunidenca dirigida per Fred Niblo protagonitzada per Greta Garbo i Conrad Nagel. Es va estrenar el 1928.

## Argument
En la Viena dels anys 1910, un vespre a l'òpera, l'oficial Karl von Raden coneix una dona bonica sola i misteriosa. L'acompanya a casa seva, després s'abracen. Tania i Karl passen junts l'endemà, en una passió compartida i única. Al vespre, Von Raden ha de marxar a una missió: ha de portar uns documents secrets a Berlín. S'acomiaden, prometent-se que es tornaran a veure al més aviat possible, a la seva tornada. Tania rep un missatge de Boris, que la crida a Varsòvia.
A l'andana de l'estació, Von Raden troba el seu oncle, cap dels serveis de contraespionatge, que li revela que Tania és una espia russa. Karl es trastorna i, més tard al tren, Tania se sorprèn de la seva presència. Karl li confessa que ho sap tot d'ella i li reafirma, malgrat tot, l'amor que li professa...
A l'arribada a Berlín, els documents han desaparegut. Von Raden és llavors jutjat, desposseït del seu títol militar, i enviat a la presó per alta traïció. El seu oncle el fa alliberar per enviar-lo en missió a Varsòvia per tal de descobrir qui és l'autèntic traïdor, ja que sap que no és el seu nebot.
A Varsòvia, Von Raden es fa passar per a un pianista i és contractat en una recepció oferta pel general Boris Alexandroff, cap de l'espionatge rus, i amant de Tania. Tania reconeix Karl i desitja redimir-se, i provar el seu amor en ell confiant-li documents secrets i revelant-li el nom de l'espia vienès. Més tard, Karl i Tania poden finalment tornar a Àustria sans i estalvis.

## Repartiment
- Greta Garbo: Tania Fedorova
- Conrad Nagel: el capità Karl von Raden
- Gustav von Seyffertitz: el general Boris Alexandroff

## Al voltant de la pel·lícula
- Es tracta de la 13a pel·lícula de Greta Garbo, que tenia llavors 23 anys, i la 6a de la seva carrera hollywoodiana.[2]